# Trận Wartenburg
Trận Wartenburg là một trận đánh trong cuộc Chiến tranh Giải phóng Đức (1813 – 1814), đã diễn ra ở gần ngôi làng Wartenburg của Vương quốc Sachsen. Cuộc giao chiến quyết liệt này đã bùng nổ vào ngày 3 tháng 10 năm 1813 , và kết thúc với chiến thắng của một quân đoàn trong quân đội Phổ dưới quyền chỉ huy của viên tướng Ludwig Yorck von Wartenburg – một phần thuộc Binh đoàn Schlesien của Phổ – Nga dưới quyền tổng chỉ huy của tướng Gebhard Leberecht von Blücher, trước Quân đoàn IV của quân đội Đế chế Pháp dưới sự chỉ huy của tướng Henri Gatien Bertrand (trong đó có cả các lực lượng đồng minh của Pháp đến từ Đức và Ý). Thắng lợi trong trận đánh ở Wartenburg đã khiến cho quân đội Phổ làm chủ được ngôi làng này – một khu vực nhỏ ở tả ngạn sông Elbe, trong khi cả hai bên đều hứng chịu những thiệt hại nặng nề (trong số đó có 1.000 quân Pháp bị bắt làm tù binh). Trận chiến cũng góp phần thể hiện khả năng chiến đấu của tướng Von Yorck – người được xem là một trong những vị tướng lĩnh xuất chúng của Đức trong những cuộc chiến tranh của Napoléon. Đồng thời, với thành công này, đoàn quân của tướng Von Blücher đã hoàn thành cuộc vượt qua sông Elbe.
Vào ngày 3 tháng 9 năm 1813, Hoàng đế Napoléon I của Pháp đã tiến đánh quân lực của Blücher tại Görlitz. Nhưng, biết trước hung tin, vị thống soái Phổ đã từ bỏ Görlitz trong đêm. Napoléon bị buộc phải trở lại Dresden. Chớp lấy thời cơ, Blücher đã đánh bật lực lượng Pháp dưới sự chỉ huy của Thống chế Jacques MacDonald về phía sau Bautzen. Nhưng, nhận thấy binh lực chưa đủ mạnh để phản công Napoléon, Blücher đã chờ Binh đoàn Ba Lan của Nga do tướng Von Bennigsen chỉ huy kéo đến Böhmen tiếp viện, rồi sau đó chuyển trung tâm của chiến trường sang bờ trái sông Elbe. Như thế, vào ngày 26 tháng 9, ông rời Bautzen và hành binh tới sông Elbe. Nhận được tin này, Thống chế Michel Ney của Pháp đã giao cho tướng Bertrand phòng ngự Wartenburg, một thị trấn nằm đối diện với Elster. Do vị trí phòng ngự của Bertrand được yểm trợ bởi các đầm lầy xung quanh nên quân đội Phổ chỉ có thể tấn công vào làng Bleddin ở cực hữu.. Và, vào ngày 3 tháng 10, Blücherđã hạ lệnh cho quân đoàn của Yorck "thanh toán" quân Pháp tại Wartenburg. Đội quân bên sườn của Phổ, dưới quyền Karl II, Công tước xứ Mecklenburg-Strelitz đã tấn công trực diện vào Wartenburg và bị đánh thiệt hại nặng. Trước tình hình đó, lữ đoàn của tướng Steinmetz đã thế chỗ cho ông ở phía trước Wartenburg, tạo điều kiện cho Mecklenburg huy động lữ đoàn của mình tiến công Bleddin. Một lữ đoàn khác của Phổ do tướng Horn chỉ huy cũng nhập trận. Sau nhiều khó khăn quân đội Phổ đã đánh đuổi được quân Württemberg ra khỏi Bleddin và đẩy bật họ ra khỏi vị trí phòng ngự chính của quân Pháp quanh Wartenburg. Điều này đã khiến cho đội hậu quân của người Pháp bị mất sự yểm trợ, và lữ đoàn của tướng Horn đã đánh chiếm vị trí của quân Pháp về hướng nam Wartenburg. Bằng cuộc tấn công bằng lưỡi lê của mình, Horn đã đánh bật quân Ý do tướng Achille Fontanelli chỉ huy: cuộc xung phong đầu tiên của lữ đoàn của ông đã gặp bất lợi do vị trí phòng ngự của Fontanelli rất vững chãi. Khi cuộc tấn công có nguy cơ bị đập tan, Horn đã trực tiếp chỉ huy Tiểu đoàn II thuộc Trung đoàn Vệ binh Phổ tiến công 5 tiểu đoàn của đối phương. Đợt công kích này đã giành được thắng lợi.
Cuộc tiến công mãnh liệt của Horn đã trở nên một đòn quyết định giáng vào đội quân của Bertrand, buộc vị tướng Pháp phải tiến hành triệt binh ra khỏi Wartenburg một cách vội vã sau khi bị tổn thất nặng. Sau trận chiến Wartenburg, Binh đoàn Berlin của Ney chỉ còn có 25.000 người, và ông bị buộc phải rút quân về phía nam tới Delitzsch để tránh đụng chạm với quân đội Liên minh áp đảo về quân số. Cuộc vượt sông Elbe của quân đội Phổ được xem là hoạt động đầy ý nghĩa nhất trong chiến dịch, xét từ một góc nhìn chiến lược. Lực lượng dân binh Landwehr và dân quân tỉnh Schlesien của Phổ dưới quyền tướng Horn chịu nhiều thiệt hại trong trận đánh này, và đã thể hiện khả năng của mình trong chiến đấu. Cho đến tháng 10 năm 1813, tình hình cho thấy là sức chiến đấu của dân binh Landwehr hoàn toàn không thua kém quân đội chính quy của Phổ. Không lâu sau trận quyết chiến ở Wartenburg, để tôn vinh chiến công của tướng Yorck, vua Friedrich Wilhelm III của Phổ đã trao tặng cho ông danh hiệu là "Yorck von Wartenburg". Ngày hôm sau, Binh đoàn phương Bắc do Thái tử Thụy Điển là Bernadotte chỉ huy cũng vượt sông Elbe, và sự hội tụ của các lực lượng Liên minh ở tả ngạn sông Elbe đã đẩy Napoléon vào tình hình bất lợi tại Sachsen.